# Тернівська сільська рада (Новоград-Волинський район)
Тернівська сільська рада (до 1946 року — Курманська сільська рада) — колишня адміністративно-територіальна одиниця та орган місцевого самоврядування у Ярунському (Піщівському) і Новоград-Волинському районах Волинської округи, Київської й Житомирської областей Української РСР та України з адміністративним центром у с. Тернівка.

## Населені пункти
Сільській раді були підпорядковані населені пункти:
- с. Тернівка

## Населення
Станом на 1923 рік кількість населення сільської ради становила 1 876 осіб, кількість дворів — 335.
Станом на 5 грудня 2001 року, відповідно до перепису населення України, кількість мешканців сільської ради становила 459 осіб.

## Склад ради
Рада складалася з 12 депутатів та голови.

### Керівний склад сільської ради
| ПІБ                      | Основні відомості                                                         | Дата обрання | Дата звільнення |
| ------------------------ | ------------------------------------------------------------------------- | ------------ | --------------- |
| Мороз Микола Миколайович | Сільський голова, 1961 року народження, освіта, член народної партії      | 26.03.2006   | 31.10.2010      |
| Мороз Микола Миколайович | Сільський голова, 1961 року народження, освіта вища, член народної партії | 31.10.2010   |                 |

Примітка: таблиця складена за даними джерела

## Історія
Створена 1923 року як Курманська сільська рада, в складі сіл Курмань (згодом — Тернівка) та Мала Горбаша Жолобенської волості Новоград-Волинського повіту Волинської губернії. 25 вересня 1925 року в с. Мала Горбаша утворено окрему Малогорбашівську сільську раду Ярунського району.
7 червня 1946 року, відповідно до указу Президії Верховної ради Української РСР «Про збереження історичних найменувань та уточнення і впорядкування існуючих назв сільрад і населених пунктів Житомирської області», сільську раду перейменовано на Тернівську через перейменування її адміністративного центру на с. Тернівка.
Станом на 1 вересня 1946 року сільська рада входила до складу Ярунського району Житомирської області, на обліку в раді перебувало с. Тернівка.
5 березня 1959 року, відповідно до рішення Житомирського облвиконкому № 161 «Про ліквідацію та зміну адміністративно-територіального поділу окремих рад області», сільську раду ліквідовано, с. Тернівка підпорядковано Колодянській сільській раді Новоград-Волинського району. Відновлена 3 листопада 1993 року, відповідно до рішення Житомирської обласної ради «Про внесення змін в адміністративно-територіальний устрій окремих районів».
Виключена з облікових даних 17 липня 2020 року. Територію та населені пункти ради, відповідно до розпорядження Кабінету Міністрів України № 711-р від 12 червня 2020 року «Про визначення адміністративних центрів та затвердження територій територіальних громад Житомирської області», включено до складу новоствореної Ярунської сільської територіальної громади Новоград-Волинського району Житомирської області.
Входила до складу Ярунського (Піщівського, 7.03.1923 р.) та Новоград-Волинського (4.06.1958 р., 3.11.1993 р.) районів.